# Zermeghedo
Zermeghedo – miejscowość i gmina we Włoszech, w regionie Wenecja Euganejska, w prowincji Vicenza.
Według danych na rok 2004 gminę zamieszkiwały 1234 osoby, 617 os./km².